# Скафа
Ска̀фа (на италиански: Scafa) е малко градче и община в Южна Италия, провинция Пескара, регион Абруцо. Разположено е на 108 m надморска височина. Населението на общината е 3851 души (към 2013 г.).